# Chaumot, Yonne
Chaumot är en kommun i departementet Yonne i regionen Bourgogne-Franche-Comté i norra Frankrike. Kommunen ligger i kantonen Villeneuve-sur-Yonne som tillhör arrondissementet Sens. År 2022 hade Chaumot 701 invånare.

## Befolkningsutveckling
Antalet invånare i kommunen Chaumot
| Referens: INSEE |